# Antoni Barwiński
Antoni Tadeusz Barwiński (ur. 9 czerwca 1923 w Jaśle, zm. 5 stycznia 2005 w Tarnowie) – piłkarz, reprezentant Polski.

## Kariera
Był jednym z najbardziej znanych piłkarzy w dziejach sportu tarnowskiego, grał na pozycji prawego obrońcy. Jako pierwszy piłkarz Tarnovii wystąpił w reprezentacji Polski, kiedy po serii pozytywnych recenzji za mecze w walce o miejsce w ekstraklasie został powołany przez trenera Wacława Kuchara i kapitana Henryka Reymana na spotkanie z Rumunami 19 lipca 1947. W kadrze dość niespodziewanie zajął miejsce słynnego Władysława Szczepaniaka.
W tym samym roku świętował awans z Tarnovią do I ligi; występy w ekstraklasie trwały jeden sezon (26 meczów i 2 gole Barwińskiego), Tarnovia zajęła 11. miejsce i pożegnała się z najwyższą klasą rozgrywkową.
W reprezentacji Polski rozegrał 17 spotkań w latach 1947-1950. W 1947 obok debiutanckiego meczu z Rumunią grał przeciwko Jugosławii i ponownie Rumunii, w 1948 – z Bułgarią, Czechami, Danią, Jugosławią, Węgrami, Rumunią i Finlandią, w 1949 – z Danią, Węgrami, Bułgarią, Albanią, w 1950 – z Albanią, Rumunią i Węgrami. Pożegnalny mecz rozegrał 4 czerwca 1950, chociaż jeszcze na jesieni tego roku był rezerwowym na spotkaniu reprezentacji z Bułgarią.
Występował także w barwach drugiego tarnowskiego klubu, Unii.